# 新街口 (北京)
39°56′25″N 116°22′17″E / 39.9404°N 116.3713°E

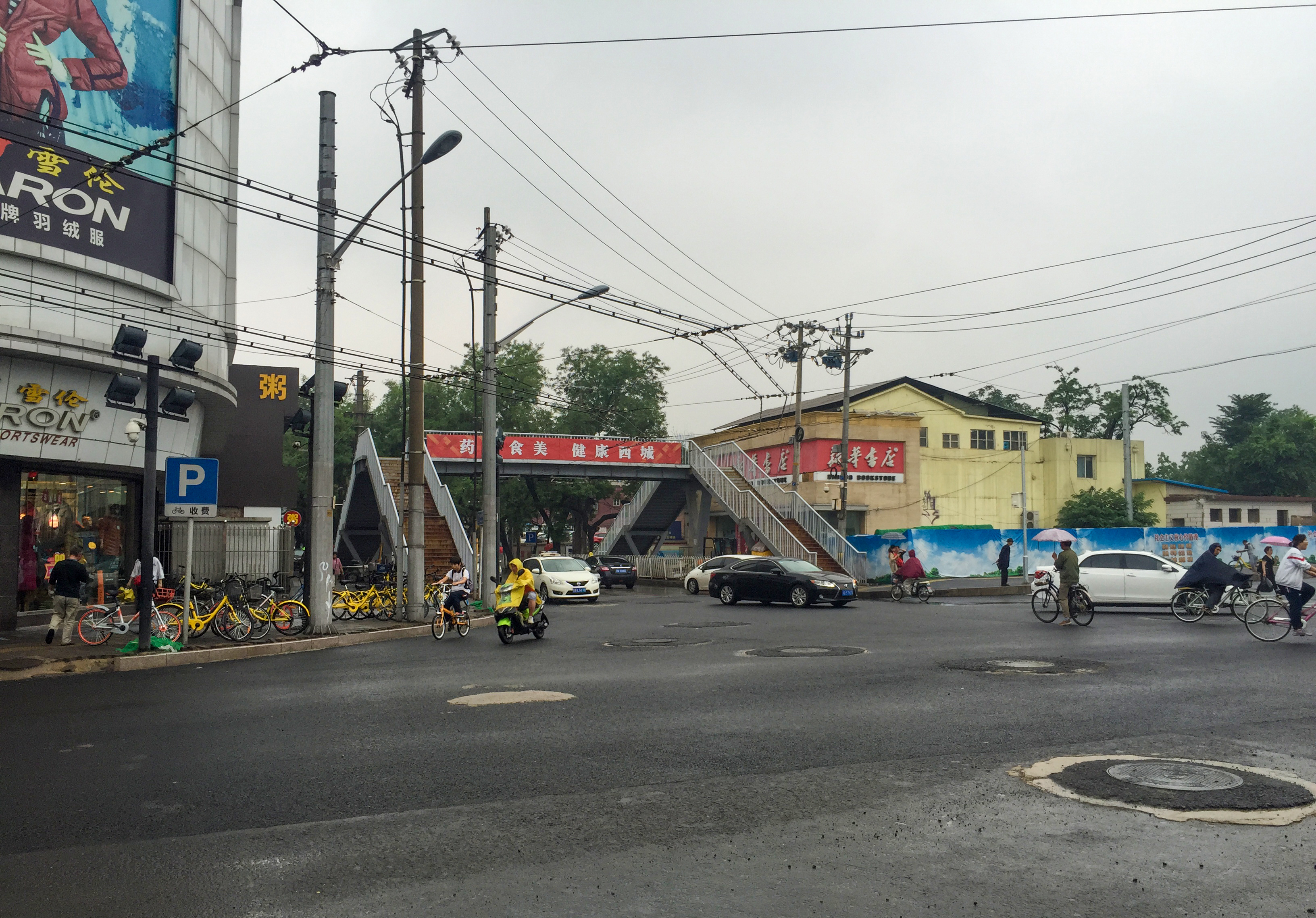
新街口（2017年6月）

新街口，是中国北京市西城区北部的重要丁字路口，在城市结构上与东城区的北新桥路口相对称，是构成北京对称格局的重要组成部分。广义的新街口则指新街口街道，辖区总面积为3.7平方公里。新街口地区的商业服务业有着悠久的历史，主要以各类专业小店铺为主，百货商场较少。2004年，此地区曾进行改造。

## 历史

### 元代
新街口的东北紧靠通惠河元代的终点码头积水潭，为水路交通咽喉。积水潭是至元29年（1292年）开挖通惠河时设立的。据说在当时，新街口一代工商业的发展并未因漕运带来很大的影响。但因元代大都史记《析津志》已散失，无可求证。

### 明代
元代至正28年（1368年），明军攻入大都城，为防御元军残余骚扰，遂将北城墙南移至今德胜门、安定门位置。
永乐元年（1403年），朱棣得帝位而迁都北京。永乐15年—18年（1417年—1420年）改建北京城，将原来通惠河的一段囊入皇城。而正统3年（1438年）5月，大通桥闸造成。自此，通惠河的重点由积水潭码头移至大通闸。码头既废，填水为陆。于是有了新开路，新街口等地名。
新街口的工商业在明代后期已得到发展。作为北京八大居之一的老字号柳泉居饭庄，初址即在新街口南大街路东，护国寺街。是北京当年著名的黄酒馆。清末民初《旧京琐记》一书中记载： “又有柳泉居者，酒馆而兼存放（钱财），盖起於清初，数百年矣”。有多年良好信誉的酒馆多会提供存款，而就一般而言，酒馆都开设在繁华之处。由此得证。

### 清代
康熙年间，包括新街口在内的北京各工商业地区都呈现出繁荣景象，而乾隆年间更是商贾云集。探其究竟，一是靠近西直门，为进出西直门必经之地；二是南端的护国寺庙市对新街口地区工商业繁荣影响极大。在清末时期，新街口地域已扩大，北起城根叫“新街口北街”，南至护国寺大街叫“新街口南街”，西至北沟沿叫“新街口西街” 。而店铺也鳞次栉比，行业齐全，著名老号层出不穷。

### 中华民国
民国时期，北和西的地段未变，南面延至今前车胡同，繁荣程度不减以往。1937年，日本侵略者后对华北进行疯狂掠夺，导致物资匮乏，带来了严重的经济危机。新街口的店铺也因此而不振，部分关张歇业。抗战胜利后，进而爆发的国共内战使得新街口商业仍然难以恢复。

## 中华人民共和国
中华人民共和国成立后，政治相对稳定，新街口商业逐渐恢复。1950年代初期，新街口北大街以北的内城北城墙拆了个“豁口”，称为“新街口豁口”。其后较长一段时间北京学院路各高校进城购物餐饮的首选为新街口。1965年，北京市整顿地名，新街口西大街并入西直门内大街。从新街口豁口至北三环中路，命名为新街口外大街。东起德胜门内大街，西至新街口北大街蒋养房胡同的街道改称新街口东街。1980年代在此新建了新街口商场，如今经营较为不善。现在的新街口以日用百货、服装、乐器以及电子产品的店铺出名。新街口街道辖区内有中纪委、环保部、中国少年儿童活动中心、北京青年宫、中国京剧院等单位以及历代帝王庙、白塔寺、广济寺、北京鲁迅博物馆等古迹。